# La Femme du planteur (film, 1908)
Pour les articles homonymes, voir La Femme du planteur.
La Femme du planteur (titre original : The Planter's Wife) est un film muet américain réalisé par D. W. Griffith, sorti en 1908.

## Synopsis
Une femme, fatiguée de sa vie de ferme, part avec son amant. Elle sera vite ramenée toutefois par sa sœur.

## Fiche technique
- Titre : La Femme du planteur
- Titre original : The Planter's Wife
- Réalisation et scénario : D. W. Griffith
- Société de production et de distribution : American Mutoscope and Biograph Company[2]
- Photographie : G. W. Bitzer
- Pays :  États-Unis
- Format[3] : Noir et blanc - Muet - 1,33:1 ou 1,37:1[4] - 35 mm[4],[5]
- Longueur de pellicule : 865 pieds (264 mètres[5])
- Durée : 14 minutes (à 16 images par seconde)[3]
- Date de sortie : 20 octobre 1908

## Distribution
Les noms des personnages proviennent de l'Internet Movie Database.
- Linda Arvidson
- Arthur V. Johnson : John Holland
- Florence Lawrence : Tomboy Nellie
- Charles Inslee
- Claire McDowell : Mme John Holland[4],[6]
- Harry Solter : Tom Roland[4],[6]
- George Gebhardt : l'homme au bateau[4],[6]

## Autour du film
Les scènes du film ont été tournées les 9 et 10 septembre 1908 dans le studio de la Biograph à New York et à Little Falls, dans le New Jersey.[réf. nécessaire]

### Source
- Jean-Loup Passek et Patrick Brion, D.W. Griffith : Le Cinéma, Paris, Cinéma/Pluriel - Centre Georges Pompidou, 1982, 216 p. (ISBN 2-86425-035-7)